# Colpodium ponticum
Colpodium ponticum är en gräsart som först beskrevs av Benedict Balansa, och fick sitt nu gällande namn av Jurij Nikolajevitj Voronov. Colpodium ponticum ingår i släktet Colpodium, och familjen gräs. Inga underarter finns listade i Catalogue of Life.